# Contea di Giaffa e Ascalona
La Contea di Giaffa e Ascalona fu uno dei quattro maggiori vassalli del Regno di Gerusalemme in Palestina, secondo le cronache del giurista del XIII secolo  Giovanni di Ibelin.

## Storia

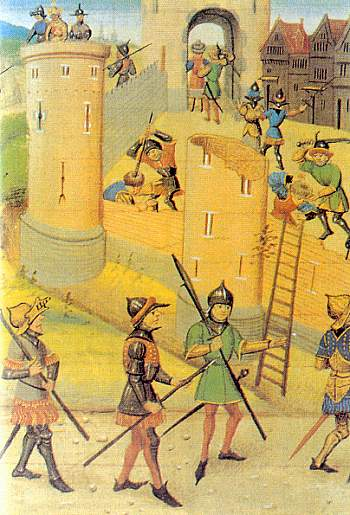
Saladino assalta Giaffa.

La città di Giaffa venne fortificata per volere di Goffredo di Buglione dopo la Prima Crociata nel 1100 e vanamente rivendicata da Dagoberto arcivescovo di Pisa, primo Patriarca Latino di Gerusalemme.
Essa rimase parte del territorio del regno fino a quando non venne assegnata a Ugo di Le Puiset nel 1110.
Quando Ugo II di Le Puiset  si ribellò a Folco di Gerusalemme nel 1134, la signoria venne divisa in vari possedimenti minori, mentre la città di Giaffa divenne dominio de re di Gerusalemme.
Poco tempo dopo la città fu concessa in appannaggio al secondo figlio di Folco, Amalrico I.
Quando nel 1153 il primogenito di Folco, Baldovino III conquistò la città di Ascalona, quest'ultima venne annessa al territorio di suo fratello minore Amalrico.
La signoria passò diverse volte sotto il diretto controllo della famiglia reale del Regno di Gerusalemme, quando i suoi legittimi titolari si univano in matrimonio con questi ultimi, fino a quando nel 1221 essa venne affidata a Gualtieri IV di Brienne da suo zio, il re consorte del regno di Gerusalemme, Giovanni di Brienne.
Giaffa fu riconquistata da Saladino dopo la battaglia di Hattin nel 1187 e ripresa da Riccardo Cuor di Leone nel 1191. 
Intorno al 1250 essa passò sotto il controllo della potente famiglia degli Ibelin, che la perse definitivamente a seguito 
della sua conquista da parte di Baybars nel 1268, e agli Ibelin rimase solo il vuoto titolo nobiliare.

## Lista dei Conti

### Conti di Giaffa
- Ruggero e Gerardo (c.1100)
- Baldovino I di Bulogne (1100 - 1110)
- Ugo I di Giaffa (1110 - 1118)
- Alberto di Giaffa (1118 - 1122)
- Ugo II du Puiset (1122 - 1134)
- Baldovino II d'Angiò (1134 - 1151)

### Conti di Giaffa e Ascalona
- Amalrico I di Gerusalemme (1151 - 1163)
- Baldovino III (1163 - 1176)
- Guglielmo del Monferrato e Sibilla di Gerusalemme (1176 - 1177)
- Sibilla di Gerusalemme (1177 - 1180)
- Guido di Lusignano e Sibilla di Gerusalemme (1180 - 1186)
- Goffredo di Lusignano, fratello di Guido (1191 - ?)
- Amalrico II di Gerusalemme (? - 1197)
- Dominio Regio (1197 - 1221)
- Gualtieri IV di Brienne (1221 - 1244)
- Giovanni di Ibelin (1250 - 1266)
- Giacomo di Ibelin (1266 - 1268)

### Conti titolari
Nel 1268 i musulmani riconquistarono la signoria e della Contea rimase solo il titolo
- Giacomo di Ibelin (1268 - 1276)
- Guido di Ibelin (1276 - 1304)
- Ugo di Ibelin (1304 - 1349)
- Baliano II di Ibelin (1349 - 1352)
- Guido di Ibelin (c. 1352 - c. 1353)
- Baliano di Ibelin (c. 1353 - c. 1365)
- Giovanni di Ibelin (c. 1365 - c. 1367)
- Maria di Ibelin (con Raniero le Petit) (c. 1367)
- Florin (c. 1450)
- Giacomo di Flory (1463)
- Giovanni Perez Fabrice
- Luigi Perez Fabrice
- Giorgio Contarini
- N. Contarini
- Giorgio Contarini II (c. 1579)

## Signorie vassalle della Contea di Giaffa e Ascalona
La Contea di Giaffa e Ascalona contava alcune signorie vassalle: 
- La Signoria di Ramla
- La Signoria di Ibelin
- La Signoria di Mirabel, solo formalmente separata dalla Signoria di Ibelin, ma tenuta di fatto dalla stessa casata Ibelin.